# 3367 Алекс
3367 А́лекс (1983 CA3, 1953 XM, 1971 SH2, 1981 UQ9, 1981 UW15, 3367 Alex) — астероїд головного поясу, відкритий 15 лютого 1983 року.
Тіссеранів параметр щодо Юпітера — 3,322.